# 大久保村 (山形県)
大久保村（おおくぼむら）は山形県北村山郡にあった村。現在の村山市南西部、概ね最上川左岸にあたる。

## 地理
- 河川：最上川

## 歴史
- 1889年（明治22年）4月1日 - 町村制の施行により、近世以来の大久保村が単独で自治体を形成。
- 1954年（昭和29年）11月1日 - 楯岡町・西郷村・大倉村・富本村・戸沢村と合併して村山市が発足。同日大久保村廃止。

## 交通

### 道路
- 西部街道（現・国道347号）